# Idaea macilentaria
Idaea macilentaria là một loài bướm đêm trong họ Geometridae.